# Pogorzelec (powiat węgrowski)
Pogorzelec – wieś w Polsce położona w województwie mazowieckim, w powiecie węgrowskim, w gminie Łochów położona nad rzeką Liwiec. Ma status sołectwa.
| SIMC    | Nazwa    | Rodzaj    |
| ------- | -------- | --------- |
| 0679173 | Górki    | część wsi |
| 0679180 | Malwinów | część wsi |

Prywatna wieś szlachecka położona była w drugiej połowie XVI wieku w powiecie kamienieckim ziemi nurskiej województwa mazowieckiego. W latach 1975–1998 miejscowość należała administracyjnie do województwa siedleckiego.
Wierni Kościoła rzymskokatolickiego należą do parafii Matki Bożej Częstochowskiej w Gwizdałach.
Atrakcje turystyczne
Wieś malowniczo położona nad rzeką Liwiec, na skraju Borów Łochowskich wchodzących w skład Nadbużańskiego Parku Krajobrazowego, w regionie kolonijno-letniskowym popularnym już w okresie dwudziestolecia międzywojennego. We wsi znajduje się dwór polski klasyczny (zrekonstruowany) oraz pałac należący niegdyś do rodziny Paderewskich (początek XX wieku).
Na swoich działkach wypoczywali tu m.in. Witold Gruca, Szymon Kobyliński, Marcin Kydryński i Anna Maria Jopek.